# タイガー131

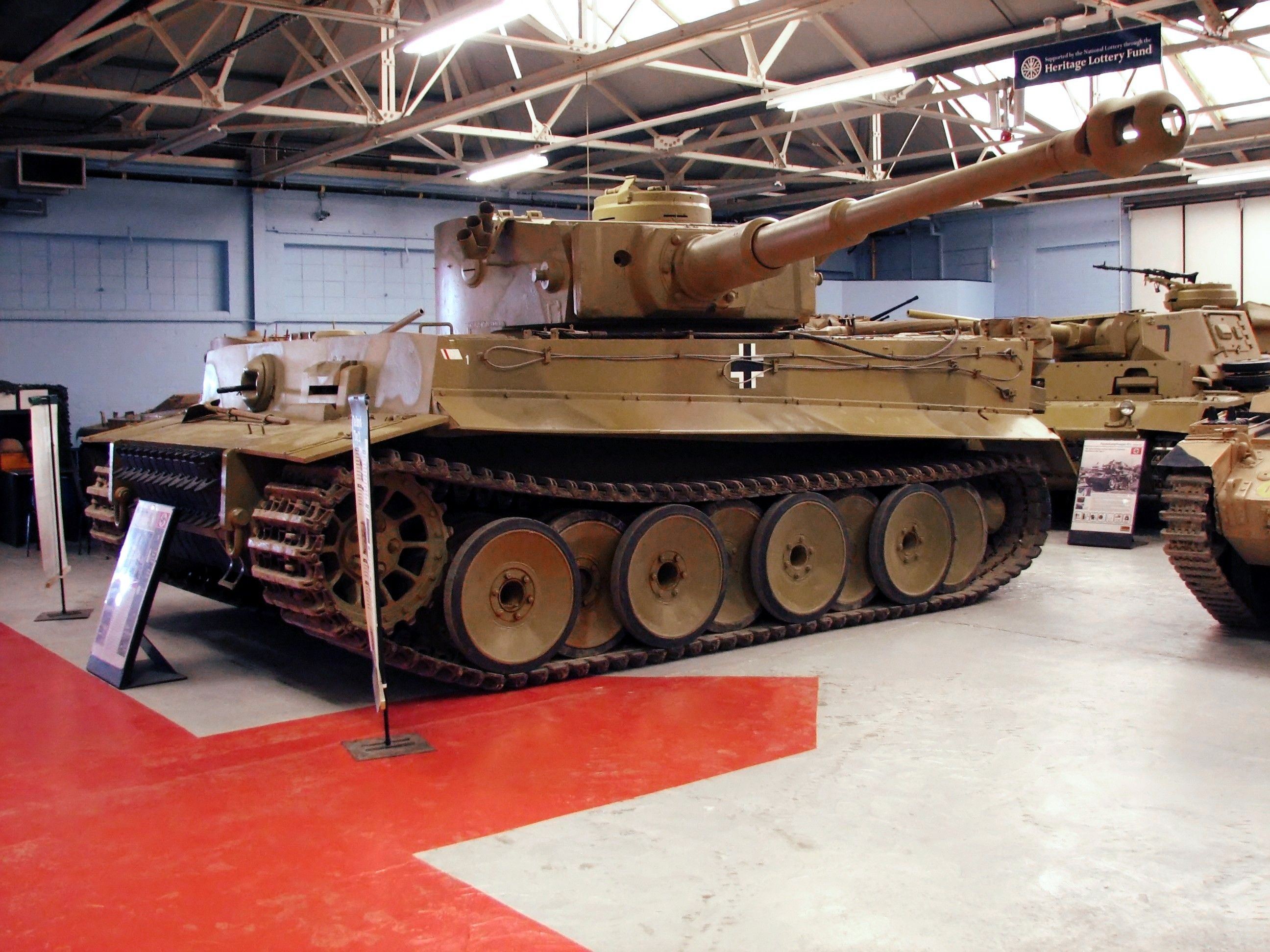
ボービントン戦車博物館に展示されるタイガー131（2008年）

タイガー131（Tiger 131）とは、ナチス・ドイツで製造されたティーガーIの1両である。この車輌は第二次世界大戦中の1943年、北アフリカ戦線にてイギリス陸軍が鹵獲したもので、現在はイギリス・ドーセット州のボービントン戦車博物館に保存・展示されている。現存するティーガーIのうち、唯一走行可能な状態で保管されている車輌である。

## ドイツ軍での運用
タイガー131として知られる車輌はカッセルにて製造された。車体はヘンシェルが、砲塔はWegmann Aが製造を担当した。1943年2月には車体番号250112としてドイツ陸軍に引き渡され、イタリアを経由して1943年3月12日から4月16日までの間にチュニジア戦線へと送られた。同地で第504重戦車大隊第1中隊第3小隊に配備され、砲塔番号131が与えられた。この番号が現在知られている名前の由来である。

## 鹵獲

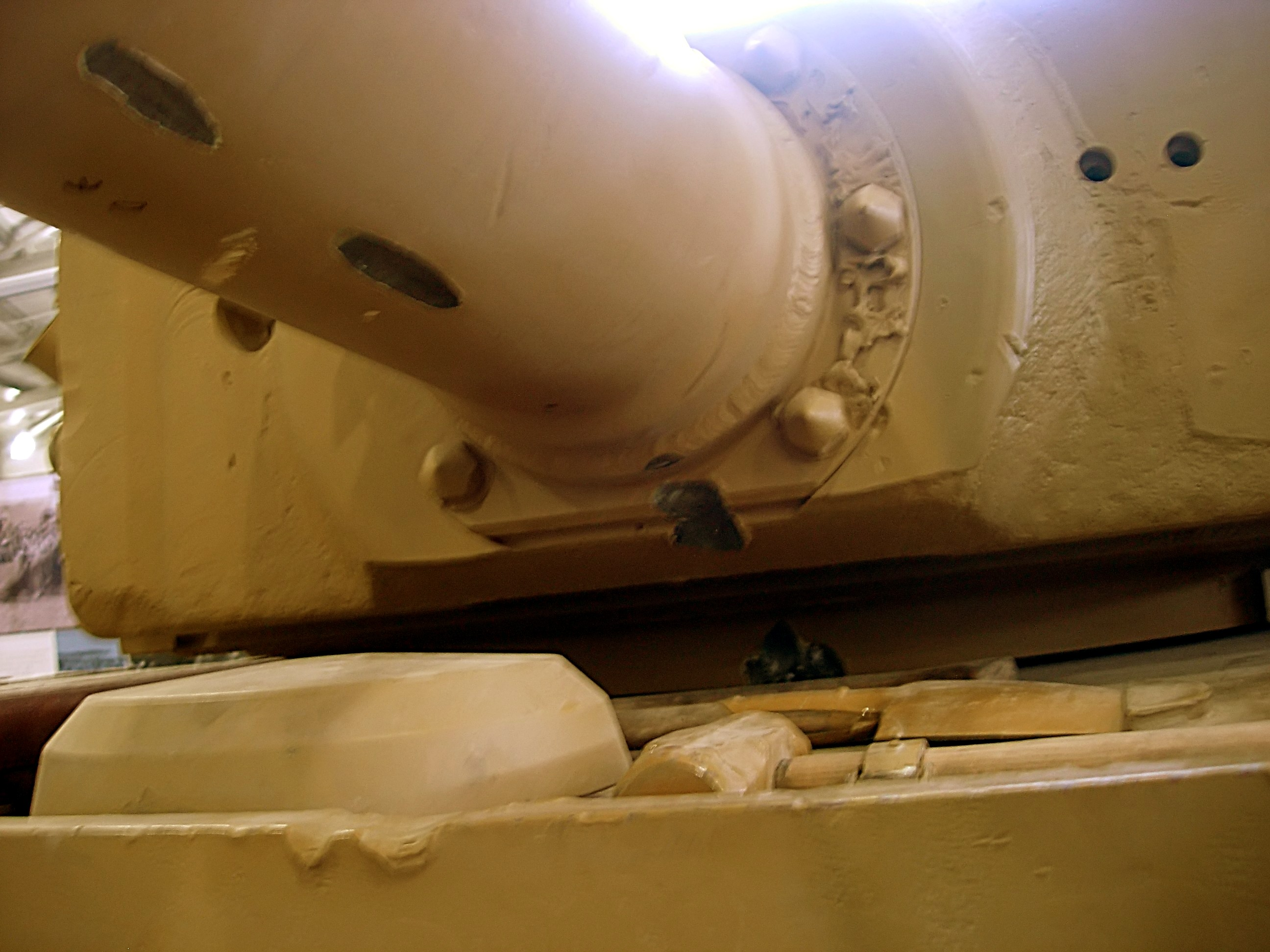
タイガー131の砲塔。被弾痕が残されている。

1943年4月21日、いわゆるロングストップヒルの戦いの予備的段階の最中、タイガー131はジェベル・ジャファ（Djebel Djaffa）で撃破・鹵獲された（4月24日とする説もある）。戦闘中、タイガー131は第48王立戦車連隊A大隊第4中隊所属のチャーチル歩兵戦車と対峙し、6ポンド戦車砲による砲弾3発を受けた。最初の1発は砲身に当たり、跳弾してショット・トラップとなり砲塔リングが損傷して旋回不能に陥り、さらに操縦手と前方機銃手を負傷させた。2発目は砲の俯仰装置を破壊し、3発目は装填手ハッチに命中して砲塔内に破片を散乱させた。その後、乗員は負傷者を連れて脱出したものの、車輌自体はほとんど無傷のまま残されていた。この時の乗員らの氏名や、彼らがその後どうなったのかは不明である。車輌はイギリス陸軍によって鹵獲された。タイガー131は、イギリス軍およびアメリカ軍にとって、無傷で鹵獲することに成功した最初のティーガーIであった。
ノエル・ボーサム（Noel Botham）とブルース・モンタギュー（Bruce Montague）による2012年の著書によれば、タイガー131の英国本土輸送を監督したダグラス・リダーデール工兵少佐（Douglas Lidderdale）は、ウィンストン・チャーチル首相による特命の元、連合国軍がタイガー戦車の情報を獲得するべく展開していた秘密作戦の一環としてその任務に従事していたのだという。この出来事については書籍の出版に先立ち、同年の『デイリー・メール』紙の記事でも触れられている。
これは事実だと考えられていたが、後にボービントン戦車博物館側によって否定されている。リダーデール自身が残した手紙や手記の中で、タイガー戦車の鹵獲に自分が居合わせなかったと明確に書いていた為である。

## 保存

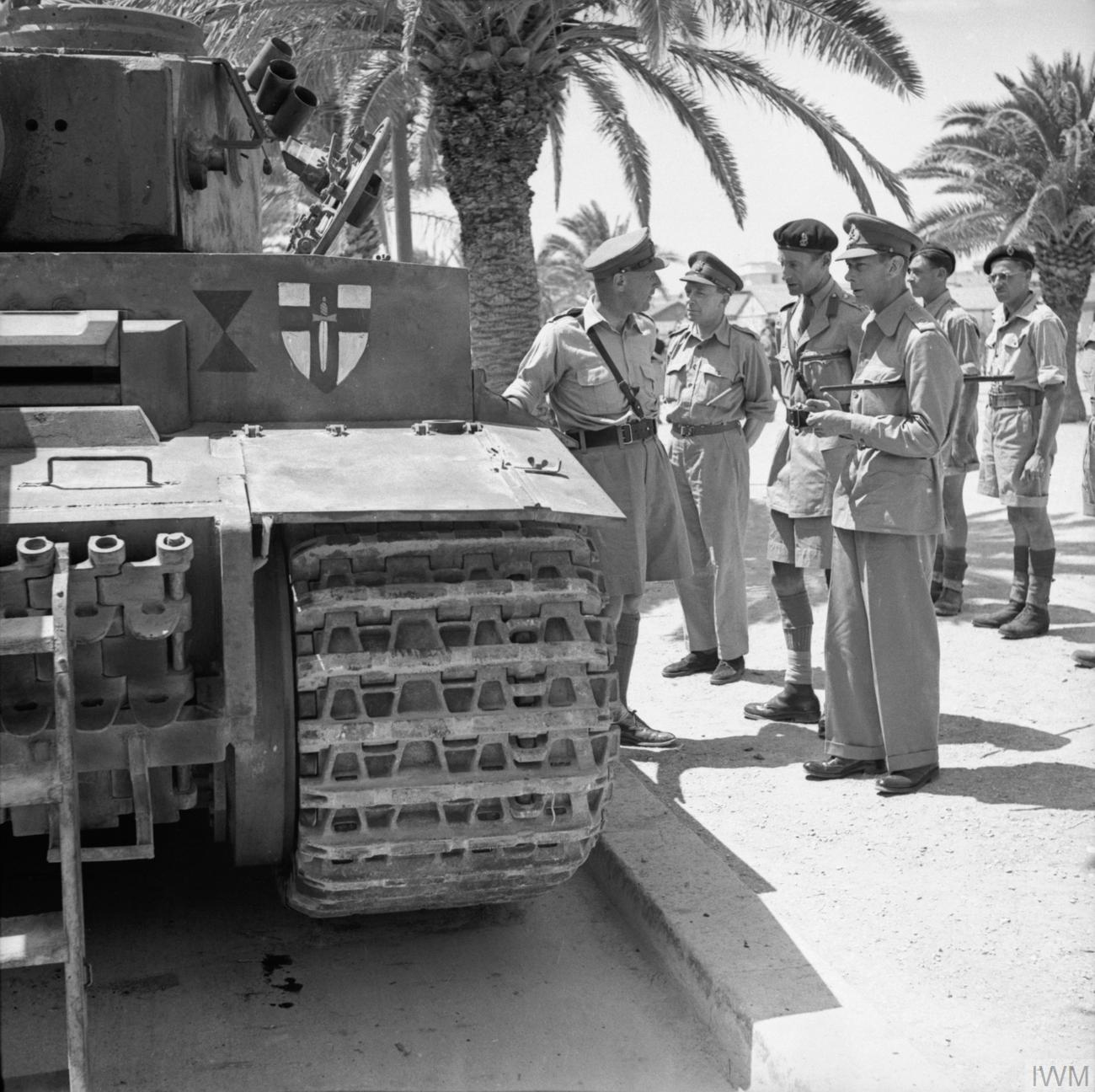
タイガー131の視察に訪れたジョージ6世。車体前方には英第1軍の部隊章が描き込まれている。（1943年6月、チュニス）

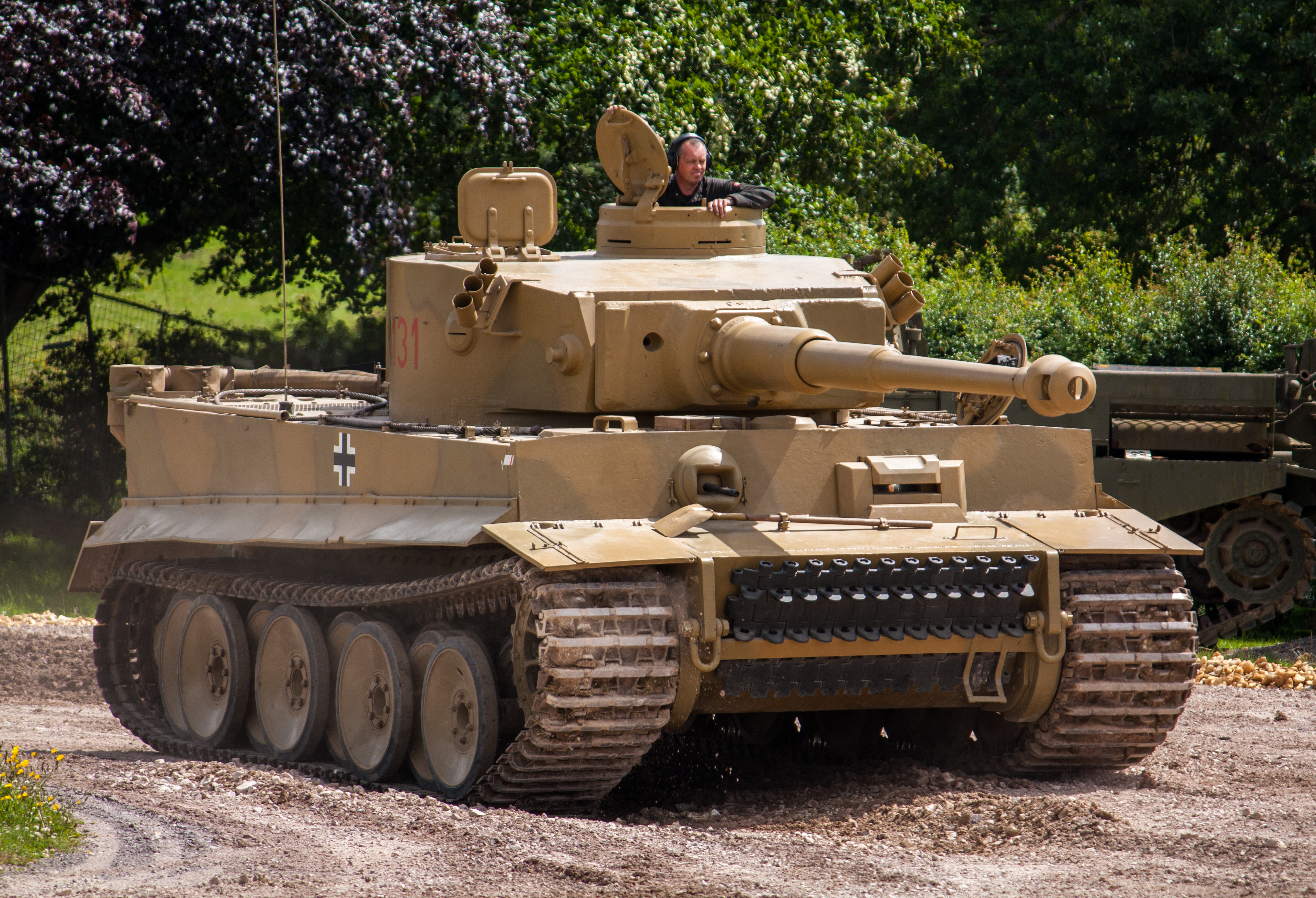
タンクフェスト2012にて展示されるタイガー131

鹵獲後、タイガー131は他のティーガーIの残骸から回収された部品で修理され、各種性能の試験が行われた。車輌はチュニスにて展示され、国王ジョージ6世やチャーチル首相も視察に訪れている。1943年10月には英国本土に輸送され、戦意高揚の為に各地で展示された後、戦車技術学校にて各種の試験および分析が行われた。1951年9月25日、軍需省からボービントン戦車博物館に寄贈された。最初に与えられた展示品番号は2351で、後にE1951.23と変更された。
1990年、博物館および陸軍基地修理機構によるレストア作業の為、タイガー131は展示から一時撤去された。この作業に際してタイガー131はほぼ完全に解体された。タイガー131が元々搭載していたマイバッハHL210エンジンは断面展示の為に切断され使用できなくなっていた為、別に展示されていたキング・タイガー重戦車から取り出されたマイバッハHL230エンジンが代わりに搭載された。またエンジン部には現代的な消火システムが追加で搭載されたが、これがタイガー131にとって唯一の大幅な改造箇所である。エンジンの摩耗具合や性能についても、第二次世界大戦中のドイツの工業水準や合金技術水準などを元に金属工学者らによって十分な検討が重ねられた。
2003年12月、レストア作業を終えたタイガー131はボービントン戦車博物館の展示に復帰した。タイガー131は現存するティーガーIのうち、世界で唯一走行可能な車輌であり、またボービントン戦車博物館で最も人気のある展示の1つである。その後、さらに各所の修復や第二次世界大戦当時を再現する為の塗装が施され、完全な修復は2012年に完了した。修復に費やされた費用は総額80,000ポンドであった。
2014年の映画『フューリー』では主人公らと対峙するドイツ戦車役として登場し、戦闘シーンも演じた。なお、実物のティーガーIが長編映画に登場した例としては、1946年の映画『第一空挺兵団』以来であるとされる。